# Argyroeides menephron
Argyroeides menephron là một loài bướm đêm thuộc phân họ Arctiinae, họ Erebidae.